# Stefan Karlsson
Stefan Björn Ingvar Karlsson (ur. 26 marca 1981 w Falun) – szwedzki snowboardzista, wicemistrz świata.

## Kariera
W zawodach Pucharu Świata zadebiutował 16 stycznia 1998 roku w Innichen, zajmując 47. miejsce w halfpipe'ie. Pierwsze pucharowe punkty wywalczył dzień później w tej samej miejscowości, zajmując 24. miejsce. Na podium zawodów tego cyklu po raz pierwszy stanął 18 listopada 2000 roku w Tignes, kończąc rywalizację w halfpipe’ie na trzeciej pozycji. W zawodach tych wyprzedzili go jedynie Gian Simmen ze Szwajcarii i Japończyk Kentaro Miyawaki. W kolejnych startach jeszcze dwukrotnie stawał na podium zawodów PŚ: 10 lutego 2001 roku w Berchtesgaden i 1 marca 2001 roku w Park City ponownie zajmował trzecie miejsce w tej konkurencji. Najlepsze wyniki osiągnął w sezonie 2000/2001, kiedy to zajął 21. miejsce w klasyfikacji generalnej, a w klasyfikacji halfpipe’a był drugi.
Jego największym sukcesem jest srebrny medal w halfpipe’ie wywalczony na mistrzostwach świata w Kreischbergu w 2003 roku. W zawodach tych rozdzielił Szwajcara Markusa Kellera i Stevena Fishera z USA. W 2002 roku wystartował na igrzyskach olimpijskich w Salt Lake City, gdzie zajął 24. miejsce. Brał też udział w igrzyskach w Turynie cztery lata później, gdzie rywalizację ukończył na 40. pozycji. Był też między innymi czwarty podczas mistrzostw świata juniorów w Seiser Alm w 1999 roku.
W 2006 roku zakończył karierę.

## Osiągnięcia

### Igrzyska olimpijskie
| Miejsce | Dzień     | Rok  | Miejscowość    | Konkurencja | Zwycięzca   |
| ------- | --------- | ---- | -------------- | ----------- | ----------- |
| 24.     | 11 lutego | 2002 | Salt Lake City | Halfpipe    | Ross Powers |
| 40.     | 12 lutego | 2006 | Turyn          | Halfpipe    | Shaun White |

### Mistrzostwa świata
| Miejsce | Dzień       | Rok  | Miejscowość          | Konkurencja | Zwycięzca        |
| ------- | ----------- | ---- | -------------------- | ----------- | ---------------- |
| 29.     | 27 stycznia | 2001 | Madonna di Campiglio | Halfpipe    | Kim Christiansen |
| 2.      | 17 stycznia | 2003 | Kreischberg          | Halfpipe    | Markus Keller    |
| 31.     | 22 stycznia | 2005 | Whistler             | Halfpipe    | Antti Autti      |

### Puchar Świata

#### Miejsca w klasyfikacji generalnej
- sezon 1997/1998: 119.
- sezon 1998/1999: 65.
- sezon 1999/2000: 76.
- sezon 2000/2001: 21.
- sezon 2001/2002: -
- sezon 2002/2003: -
- sezon 2004/2005: -
- sezon 2005/2006: 144.

#### Miejsca na podium
1. Tignes – 18 listopada 2000 (halfpipe) - 3. miejsce
2. Berchtesgaden – 10 lutego 2001 (halfpipe) - 3. miejsce
3. Park City – 1 marca 2001 (halfpipe) - 3. miejsce